# Marquesado de la Torre de Esteban Hambrán
El marquesado de la Torre de Esteban Hambrán es un título nobiliario español creado el 21 de febrero de 1629 por el rey Felipe IV a favor de Diego de Vargas Ayala y Manrique Butrón Múgica, I vizconde de Linares, señor de La Torre de Esteban Hambrán, procurador de las Cortes, regidor de Toledo y corregidor de Alcalá la Real.
La denominación del título se refiere al municipio de La Torre de Esteban Hambrán en la provincia de Toledo.

## Titulares
|                        | Titular                                        | Periodo                |
| Creación por Felipe IV | Creación por Felipe IV                         | Creación por Felipe IV |
| ---------------------- | ---------------------------------------------- | ---------------------- |
| I                      | Diego de Vargas Ayala y Manrique Butrón Múgica | 1629-¿?                |
| II                     | Antonio de Vargas Manrique y Zapata            | ¿?-¿?                  |
| III                    | Juan de Vargas y Manrique de la Calle          | ¿?-1745                |
| IV                     | José Antonio de Rojas Vargas y Toledo          | 1745-1780              |
| V                      | Ramón de Rojas y Fernández de Miranda          | 1780-1802              |
| VI                     | Lucía de Rojas y Miranda                       | 1802-1834              |
| VII                    | Narciso de Salabert y Pinedo                   | 1851-1885              |
| VIII                   | María de los Dolores de Salabert y Arteaga     | 1887-1941              |
| IX                     | Tatiana Pérez de Guzmán el Bueno               | 1950-2012              |
| X                      | José Luis Mesía Figueroa                       | 2015-2018              |
| XI                     | Jaime José Mesía Martínez                      | 2020-actual titular    |

## Historia de los marqueses de la Torre de Esteban Hambrán
- Diego de Vargas Ayala y Manrique Butrón Múgica (¿?-¿?), I marqués de la Torre de Esteban Hambrán, I vizconde de Linares.[2] Era hijo de Antonio de Vargas Manrique Butrón y Múgica —hijo, a su vez, de Diego de Vargas, señor de la Torre de Esteban Hambrán, comendador de Carrioncillo en la Orden de Calatrava, y de Ana Manrique de Butrón y Múgica—, y de su esposa María de Ayala.[3]

Casó con María de Zapata de Cárdenas y Mendoza, hija de Pedro Zapata y Cárdenas, caballero de la Orden de Santiago, y de su esposa, Catalina de Zapata de Mendoza. Le sucedió su hijo:
- Antonio de Vargas y Zapata de Mendoza, II marqués de la Torre de Esteban Hambrán,[2] II vizconde de Linares y señor de las casas de Butrón y Múgica.

Casó el 27 de noviembre de 1661, en Madrid, con María Ana Antonia de la Calle. Fueron padres de Juan, que sucedió a su padre, y de María Luisa, casada con Juan de Feloaga, de quien desciende Narciso de Salabert y Pinedo, sucesor de Lucía de Rojas y Miranda en el marquesado. Le sucedió su hijo:
- Juan de Vargas Manrique y de la Calle (m. Madrid, 30 de octubre de 1745[5]), III marqués de la Torre de Esteban Hambrán,[2] III vizconde de Linares, señor de las casas de Butrón y Múgica.[2]

Casó con Ana Antonia Ruiz de Alarcón Montoya Beaumont y Navarra, hija de Diego Francisco Ruiz de Alarcón y Beaumont, II conde de Valverde, y de Antonia de Montoya Caja y Guzmán. Sucedió su nieto, hijo de Isabel Ana de Vargas y Alarcón (m. Madrid, 20 de enero de 1744) y de José Antonio de Rojas Ibarra y Aguilera (m. 1732), VI conde de Mora.
- José Antonio de Rojas Vargas y Toledo (Madrid, 5 de mayo de 1724-Madrid, 17 de marzo de 1780),[2] IV marqués de la Torre de Esteban Hambrán,[6][2] VII conde de Mora,[7][8] grande de España, V vizconde de Linares, señor de las villas de Layos, Congosto, El Castañar, etc., regidor perpetuo de Toledo y gentilhombre de cámara del rey.[9]

Casó el 23 de febrero de 1749, en Madrid, con María Antonia de Miranda y Villacís, hija de Sancho Fernández de Miranda y Ponce de León, IV marqués de Valdecarzana, conde de Escalante, de Tahalú, etc., y de su esposa Ana Catalina de Villacís y de la Cueva, VII condesa de las Amayuelas, grande de España, VIII marquesa de Taracena y señora de Villagarcía de Campos y otros lugares. Sucedió su hijo:
- Ramón de Rojas y Fernández de Miranda (Madrid, 1757-Madrid, 11 de junio de 1802),[9] V marqués de la Torre de Esteban Hambrán,[6][12] VIII conde de Mora, grande de España,[7] conde de Aramayona y de Valverde, etc.[9]

Soltero, sin descendencia, sucedió su hermana:
- Lucía de Rojas y Miranda (Madrid, 6 de julio de 1756-Madrid, 19 de julio de 1834), VI marquesa de la Torre de Esteban Hambrán,[6][12] IX condesa de Mora,[7] IX condesa de las Amayuelas,[13] y XV marquesa de Cañete, tres veces grande de España, IX marquesa de Taracena, de Santacara, de Torralba, VI marquesa de Valdecarzana, XI condesa de Villamor, XVI condesa de Tahalú, IX condesa de Escalante y IX marquesa de Santacara.[14]

Casó, el 17 de marzo de 1789, con Ignacio Jaime de Margens de Nin y Sotomayor, V duque de Sotomayor, grande de España, VIII conde de Crecente, III conde del Castillo de Vera y VI marqués de Tenorio. Sin descendencia, sucedió:
- Narciso de Salabert y Pinedo (París, 11 de julio de 1830-5 de noviembre de 1885), VII marqués de la Torre de Esteban Hambrán,[2] VI conde de Ofalia,  IX duque de Ciudad Real, VII marqués de la Torrecilla,[2] VIII marqués de Valdeolmos,[15] VIII marqués de Navahermosa,[2]  X conde de Aramayona,[2] caballero de la Orden de Calatrava, maestrante de Sevilla y de Valencia, gentilhombre de cámara de Isabel II y de Alfonso XII[16] y senador vitalicio por la provincia de Ávila (1867-1868) y por derecho propio (1877-1885).[17] Era hijo de Manuel Salabert y Torres, marqués de Torrecilla, tataranieto de María Luisa de Vargas Manrique y la Calle, hermana del III marqués de la Torre de Esteban Hambrán,[3] y de Casilda de Pinedo y Huici.[16]

Casó, el 26 de noviembre de 1857, siendo su primer marido, con María Josefa de Arteaga y Silva, hija de Andrés Avelino de Arteaga y Silva, duque del Infantado. Sucedió su hija en 1987:
- María de los Dolores de Salabert y Arteaga (Madrid, 17 de diciembre de 1862-10 de febrero de 1941), VIII marquesa de la Torre de Esteban Hambrán.[19]

Casó el 25 de enero de 1887 con Ildefonso (Alfonso) Pérez de Guzmán el Bueno y Gordón (1862-1936), VI conde de Torre Arias, grande de España, VI marqués de Santa Marta, senador por derecho propio, maestrante de Sevilla, gentilhombre de cámara con ejercicio y servidumbre del rey Alfonso XIII, concejal del ayuntamiento de Madrid, gran cruz de la Orden de Isabel la Católica y de la Orden de Carlos III. Sucedió, en 1950, su nieta, hija de Alonso Pérez de Guzmán el Bueno y Salabert, VII conde de Torre Arias, grande de España y VII marqués de Santa Marta, y de su primera esposa, Anna Seebacher y Müller:
- Tatiana Pérez de Guzmán el Bueno (San Sebastián, 26 de octubre de 1923-Madrid, 1 de octubre de 2012),[21] IX marquesa de la Torre de Esteban Hambrán,[19] VIII condesa de Torre Arias,[20]  grande de España y VIII marquesa de Santa Marta.[19]

Casó el 29 de junio de 1949 con Julio Peláez de Avendaño. Sucedió:
- José Luis Mesía Figueroa (Hernani, 21 de junio de 1941-Madrid, 27 de enero de 2018), X marqués de la Torre de Esteban Hambrán,[22][23] XV conde de Mora,[7] VII duque de Tamames,[24] IV duque de Galisteo,[25] XXII vizconde de los Palacios de Valduerna, XIII marqués de Campollano, IX conde de Torre Arias y IX marqués de Santa Marta.[23] Era hijo de José María Mesía y Lesseps, VI duque de Tamames,[24] III duque de Galisteo,[25] XXII marqués de la Bañeza, XXI vizconde del Palacio de la Valduerna XIV conde de Mora y XII marqués de Campollano, y de su primera esposa, María Isabel de Figueroa y Pérez de Guzmán el Bueno.[23]

Casó el 4 de junio de 1966 con Ángela Medina y Soriano. Sucedió su sobrino:
- Jaime José Mesía Martínez, XI marqués de la Torre de Esteban Hambrán.[26]